# Níkos Kazantzákis (dème)
Le dème de Níkos Kazantzákis, en grec moderne : Δήμος Νίκου Καζαντζάκη, est une ancienne municipalité du district régional d'Héraklion ayant fonctionné de 1994 à 2010, située sur l'île de Crète, en Grèce. Depuis la réforme du gouvernement local de 2011, il fait partie du dème d'Archánes-Asteroússia, dont il est une unité municipale. Il est situé au centre de la préfecture d'Héraklion et occupe une superficie de 102 201 km2. Son siège était le village de Pezá. Selon le recensement de 2001, la population de Níkos Kazantzákis comptait 7 171 habitants.
Il comprend depuis 1997 les communautés de Damánia et de Metaxochóri.

## Source de la traduction
- (el) Cet article est partiellement ou en totalité issu de l’article de Wikipédia en grec moderne intitulé « Δήμος Νίκου Καζαντζάκη » (voir la liste des auteurs).